# 滋賀県第1区
滋賀県第1区（しがけんだい1く）は、日本の衆議院議員総選挙における選挙区。1994年（平成6年）の公職選挙法改正で設置。

## 区域
2013年（平成25年）公職選挙法改正以降の区域は以下のとおりである。滋賀郡は志賀町のみで構成されており、2006年に大津市に編入されていること、高島郡は2005年に全町村が合併して高島市が成立したことから実質的に区域は現在と変わっていない。
- 大津市
- 高島市

1994年（平成6年）公職選挙法改正から2013年の小選挙区改定までの区域は以下のとおりである。
- 大津市
- 滋賀郡
- 高島郡

## 歴史
大津市は京阪神地区への通勤者が多く、また市域南部の瀬田・石山地区は県内有数の工業地帯であり、東レ労組出身の川端達夫が民社党時代から20年以上この地を地盤として当選を続けていた（2005年の第44回衆議院議員総選挙では比例復活）。そのため、この1区を始めとした滋賀県は民主王国と呼ばれていた。
2012年の第46回衆議院議員総選挙では、川端が前年に大津市内の中学校で発生したいじめ問題の批判を受け、静岡県議会議員だった自民党新人の大岡敏孝が初当選した。川端は惜敗率90.6%ながら比例復活もできずに落選した。この選挙では民主党は県内小選挙区4議席すべてを失い、滋賀県の民主党衆議院議員は3区で比例復活した三日月大造のみとなった。なお、三日月は2014年に滋賀県知事選挙出馬（当選）のため議員辞職し、それに伴って川端が繰り上げ当選した。その後の第47回衆議院議員総選挙でも大岡が再選、川端は比例復活した。2017年の第48回衆議院議員総選挙は川端が引退し後継として元滋賀県知事の嘉田由紀子を擁立したが嘉田は希望の党の公認を得られず無所属による選挙戦となった。結果は大岡が3選し、嘉田は約5千票差で落選した。またこの選挙で滋賀県は自民党が衆参ともに選挙区の議席を独占した上、野党は比例復活も含め議席を獲得することができなかった。
2021年の第49回衆議院議員総選挙も大岡が4選したが、国民民主党の新人・斎藤アレックスが比例復活を成し遂げ、4区の徳永久志とともに比例ではあるが野党が7年ぶりに議席を奪還した。
2024年の第50回衆議院議員総選挙では、教育無償化を実現する会を経由して日本維新の会に合流した斎藤が小選挙区で当選し、大岡は比例復活となった。これにより15年ぶりに非自民の選挙区議席が復活した。

## 小選挙区選出議員
| 選挙名                 | 年     | 当選者         | 党派         |
| ---------------------- | ------ | -------------- | ------------ |
| 第41回衆議院議員総選挙 | 1996年 | 川端達夫       | 新進党       |
| 第42回衆議院議員総選挙 | 2000年 | 川端達夫       | 民主党       |
| 第43回衆議院議員総選挙 | 2003年 | 川端達夫       | 民主党       |
| 第44回衆議院議員総選挙 | 2005年 | 上野賢一郎     | 自由民主党   |
| 第45回衆議院議員総選挙 | 2009年 | 川端達夫       | 民主党       |
| 第46回衆議院議員総選挙 | 2012年 | 大岡敏孝       | 自由民主党   |
| 第47回衆議院議員総選挙 | 2014年 | 大岡敏孝       | 自由民主党   |
| 第48回衆議院議員総選挙 | 2017年 | 大岡敏孝       | 自由民主党   |
| 第49回衆議院議員総選挙 | 2021年 | 大岡敏孝       | 自由民主党   |
| 第50回衆議院議員総選挙 | 2024年 | 斎藤アレックス | 日本維新の会 |

## 選挙結果
時の内閣：第1次石破内閣 解散日：2024年10月9日 公示日：2024年10月15日
当日有権者数：32万3530人 最終投票率：55.10%（前回比：3.80%） （全国投票率：53.85%（2.08%））
| 当落 | 候補者名       | 年齢 | 所属党派     | 新旧 | 得票数   | 得票率 | 惜敗率 | 推薦・支持 | 重複 |
| ---- | -------------- | ---- | ------------ | ---- | -------- | ------ | ------ | ---------- | ---- |
| 当   | 斎藤アレックス | 39   | 日本維新の会 | 前   | 74,126票 | 42.97% | ――     |            | ○    |
| 比当 | 大岡敏孝       | 52   | 自由民主党   | 前   | 70,033票 | 40.59% | 94.48% | 公明党推薦 | ○    |
|      | 黄野瀬明子     | 41   | 日本共産党   | 新   | 28,359票 | 16.44% | 38.26% |            |      |

時の内閣：第1次岸田内閣 解散日：2021年10月14日 公示日：2021年10月19日
当日有権者数：32万4354人 最終投票率：58.90%（前回比：2.95%） （全国投票率：55.93%（2.25%））
| 当落 | 候補者名       | 年齢 | 所属党派                             | 新旧 | 得票数   | 得票率 | 惜敗率 | 推薦・支持 | 重複 |
| ---- | -------------- | ---- | ------------------------------------ | ---- | -------- | ------ | ------ | ---------- | ---- |
| 当   | 大岡敏孝       | 49   | 自由民主党                           | 前   | 97,482票 | 52.22% | ――     | 公明党推薦 | ○    |
| 比当 | 斎藤アレックス | 36   | 国民民主党                           | 新   | 84,106票 | 45.05% | 86.28% |            | ○    |
|      | 日高千穂       | 42   | NHKと裁判してる党 弁護士法72条違反で | 新   | 5,092票  | 2.73%  | 5.22%  |            | ○    |

時の内閣：第3次安倍第3次改造内閣 解散日：2017年9月28日 公示日：2017年10月10日
当日有権者数：32万3630人 最終投票率：55.95%（前回比：0.99%） （全国投票率：53.68%（1.02%））
| 当落 | 候補者名   | 年齢 | 所属党派   | 新旧 | 得票数   | 得票率 | 惜敗率 | 推薦・支持     | 重複 |
| ---- | ---------- | ---- | ---------- | ---- | -------- | ------ | ------ | -------------- | ---- |
| 当   | 大岡敏孝   | 45   | 自由民主党 | 前   | 84,994票 | 47.70% | ――     | 公明党推薦     | ○    |
|      | 嘉田由紀子 | 67   | 無所属     | 新   | 79,724票 | 44.74% | 93.80% |                | ×    |
|      | 小坂淑子   | 77   | 社会民主党 | 新   | 13,483票 | 7.57%  | 15.86% | 日本共産党推薦 | ○    |

- 嘉田は第25回参議院議員通常選挙に滋賀県選挙区より立候補し、当選。

時の内閣：第2次安倍改造内閣 解散日：2014年11月21日 公示日：2014年12月2日
当日有権者数：31万5850人 最終投票率：54.96%（前回比：7.71%） （全国投票率：52.66%（6.66%））
| 当落 | 候補者名 | 年齢 | 所属党派   | 新旧 | 得票数   | 得票率 | 惜敗率 | 推薦・支持 | 重複 |
| ---- | -------- | ---- | ---------- | ---- | -------- | ------ | ------ | ---------- | ---- |
| 当   | 大岡敏孝 | 42   | 自由民主党 | 前   | 78,567票 | 46.24% | ――     | 公明党推薦 | ○    |
| 比当 | 川端達夫 | 69   | 民主党     | 前   | 69,543票 | 40.93% | 88.51% |            | ○    |
|      | 佐藤耕平 | 32   | 日本共産党 | 新   | 21,790票 | 12.83% | 27.73% |            |      |

時の内閣：野田第3次改造内閣 解散日：2012年11月16日 公示日：2012年12月4日 最終投票率：62.67% （全国投票率：59.32%（9.96%））
| 当落 | 候補者名   | 年齢 | 所属党派     | 新旧 | 得票数   | 得票率 | 惜敗率 | 推薦・支持     | 重複 |
| ---- | ---------- | ---- | ------------ | ---- | -------- | ------ | ------ | -------------- | ---- |
| 当   | 大岡敏孝   | 40   | 自由民主党   | 新   | 67,259票 | 34.87% | ――     | 公明党推薦     | ○    |
|      | 川端達夫   | 67   | 民主党       | 前   | 60,921票 | 31.59% | 90.58% | 国民新党推薦   | ○    |
|      | 奥村利樹   | 49   | 日本維新の会 | 新   | 43,003票 | 22.30% | 63.94% | みんなの党推薦 | ○    |
|      | 節木三千代 | 54   | 日本共産党   | 新   | 19,643票 | 10.18% | 29.21% |                |      |
|      | 西田幸光   | 55   | 無所属       | 新   | 2,048票  | 1.06%  | 3.04%  |                | ×    |

- 上野は2区に国替え。
- 川端は三日月大造の2014年滋賀県知事選挙出馬による辞職に伴い繰り上げ当選。

時の内閣：麻生内閣 解散日：2009年7月21日 公示日：2009年8月18日 （全国投票率：69.28%（1.77%））
| 当落 | 候補者名   | 年齢 | 所属党派   | 新旧 | 得票数    | 得票率 | 惜敗率 | 推薦・支持 | 重複 |
| ---- | ---------- | ---- | ---------- | ---- | --------- | ------ | ------ | ---------- | ---- |
| 当   | 川端達夫   | 64   | 民主党     | 前   | 112,590票 | 51.93% | ――     |            | ○    |
|      | 上野賢一郎 | 44   | 自由民主党 | 前   | 82,262票  | 37.94% | 73.06% |            | ○    |
|      | 川内卓     | 53   | 日本共産党 | 新   | 19,920票  | 9.19%  | 17.69% |            |      |
|      | 対中章哲   | 58   | 幸福実現党 | 新   | 2,037票   | 0.94%  | 1.81%  |            |      |

時の内閣：第2次小泉改造内閣 解散日：2005年8月8日 公示日：2005年8月30日 （全国投票率：67.51%（7.65%））
| 当落 | 候補者名   | 年齢 | 所属党派   | 新旧 | 得票数   | 得票率 | 惜敗率 | 推薦・支持 | 重複 |
| ---- | ---------- | ---- | ---------- | ---- | -------- | ------ | ------ | ---------- | ---- |
| 当   | 上野賢一郎 | 40   | 自由民主党 | 新   | 94,671票 | 46.12% | ――     |            | ○    |
| 比当 | 川端達夫   | 60   | 民主党     | 前   | 89,503票 | 43.60% | 94.54% |            | ○    |
|      | 川内卓     | 49   | 日本共産党 | 新   | 21,111票 | 10.28% | 22.30% |            |      |

時の内閣：第1次小泉第2次改造内閣 解散日：2003年10月10日 公示日：2003年10月28日 （全国投票率：59.86%（2.63%））
| 当落 | 候補者名   | 年齢 | 所属党派   | 新旧 | 得票数   | 得票率 | 惜敗率 | 推薦・支持 | 重複 |
| ---- | ---------- | ---- | ---------- | ---- | -------- | ------ | ------ | ---------- | ---- |
| 当   | 川端達夫   | 58   | 民主党     | 前   | 87,857票 | 51.02% | ――     |            | ○    |
|      | 上野賢一郎 | 38   | 自由民主党 | 新   | 64,002票 | 37.17% | 72.85% |            | ○    |
|      | 川内卓     | 47   | 日本共産党 | 新   | 20,340票 | 11.81% | 23.15% |            |      |

時の内閣：第1次森内閣 解散日：2000年6月2日 公示日：2000年6月13日 （全国投票率：62.49%（2.84%））
| 当落 | 候補者名 | 年齢 | 所属党派   | 新旧 | 得票数   | 得票率 | 惜敗率 | 推薦・支持 | 重複 |
| ---- | -------- | ---- | ---------- | ---- | -------- | ------ | ------ | ---------- | ---- |
| 当   | 川端達夫 | 55   | 民主党     | 前   | 78,834票 | 44.24% | ――     |            | ○    |
|      | 目片信   | 58   | 自由民主党 | 前   | 67,001票 | 37.60% | 84.99% |            | ○    |
|      | 吉原稔   | 59   | 日本共産党 | 新   | 29,753票 | 16.70% | 37.74% |            |      |
|      | 栗岡尋孝 | 45   | 自由連合   | 新   | 2,627票  | 1.47%  | 3.33%  |            |      |

- 山元は川端との選挙区調整で比例近畿ブロック単独立候補で当選（43回は不出馬で引退）。
- 目片は2004年に大津市長選挙に立候補し、当選。

時の内閣：第1次橋本内閣 解散日：1996年9月27日 公示日：1996年10月8日 （全国投票率：59.65%（8.11%））
| 当落 | 候補者名 | 年齢 | 所属党派   | 新旧 | 得票数   | 得票率 | 惜敗率 | 推薦・支持 | 重複 |
| ---- | -------- | ---- | ---------- | ---- | -------- | ------ | ------ | ---------- | ---- |
| 当   | 川端達夫 | 51   | 新進党     | 前   | 55,967票 | 34.71% | ――     |            |      |
| 比当 | 目片信   | 54   | 自由民主党 | 新   | 53,476票 | 33.16% | 95.55% |            | ○    |
| 比当 | 山元勉   | 64   | 民主党     | 前   | 28,231票 | 17.51% | 50.44% |            | ○    |
|      | 井上敏一 | 43   | 日本共産党 | 新   | 23,590票 | 14.63% | 42.15% |            |      |

- 川端は新進党解散後、新党友愛を経て民主党へ合流。